# Constantin Schifirneț
Constantin Schifirneț (n. 29 august 1945, Bahna, județul Neamț) este un sociolog și istoric al filozofiei românești.

## Date biografice
Este fiul Mariei Schifirneț, născută Movileanu, și al lui Neculai Schifirneț. A urmat cursurile Școlii generale din Bahna și ale Liceului „George Bacovia” din Bacău.  Este absolvent al Facultății de Filosofie din cadrul Universității „Alexandru Ioan Cuza” din Iași în anul 1968. A fost cercetător la Centrul de Cercetări pentru Problemele Tineretului (1968-1990, 1996-2004). 
La data de 17 iunie 1980 susține doctoratul în filosofie la Universitatea din București  cu teza Teoria formelor fără fond în cultura română. Cu referire specială la gândirea lui Titu Maiorescu. Schifirneț a ezitat să publice teza de doctorat înainte de 1989 din cauză că editurile i-ar fi impus modificări în consens cu ideologia timpului. Lucrarea a fost citită de H.H. Stahl în anul 1984 și, deși acesta nu i-a comunicat nici o opinie, Schifirneț avea să descopere mai târziu aserțiunea marelui sociolog: „S-ar cădea a fi tipărită și lucrarea lui Constantin Schifirneț, Formele fără fond în gândirea românească din a doua jumătate a secolului al XIX-lea“. Teza de doctorat va fi publicată, în anul 2007, sub titlul Formele fără fond, un brand românesc, cu modificările necesare determinate de bogata bibliografie apărută în răstimpul de la susținerea ei.  
A fost director general în Ministerul Culturii în perioada 1990-1994.
Este cofondator al Facultății de Științe Politice, Universitatea Creștină „Dimitrie Cantemir” din București, al cărei Decan a fost în perioada(1999-2002).
În prezent este profesor universitar la Facultatea de Comunicare și Relații Publice la Școala Națională de Studii Politice și Administrative unde susține cursurile de sociologie. Director al Școlii Doctorale "Științele comunicării" din SNSPA (2008-2012).
A avut o bursă de studii în S.U.A., la Universitățile Boston și Berkeley (februarie-mai 1981).
Membru în Consiliul Național de Atestare a Titlurilor, Diplomelor și Certificatelor Universitare, pentru confirmarea titlurilor științifice de doctor, avizarea conducătorilor de doctorat și acordarea calității de instituție organizatoare de studii universitare de doctorat, Sociologie, Științe Politice, Științe ale Comunicării 
A prezentat cca 100 de comunicări la simpozioane, seminarii și  conferințe naționale
și 51 de comunicări științifice la simpozioane, seminarii și conferințe internaționale organizate asociații europene, internaționale, de universități și institute de cercetare din România, Franța, Anglia, China, Danemarca, Israel, Germania, Italia, Rusia, Ungaria, Bulgaria, Cuba, Belgia, Portugalia,  Suedia.
Chair of Session: Self and Media, Research Committee on Sociology of Communication, Knowledge and Culture RC14, XVII ISA World Congress of Sociology, Gothenburg, Sweden, 12 July 2010.
Chair of Session: Mediatization, 2, Research Committee on Sociology of Communication, Knowledge and Culture RC14, XVII ISA World Congress of Sociology, Gothenburg, Sweden, 17 July 2010. 
Keynote speaker la a IV-a Conferință Internațională de Educație a Adulților: Educația adulților în universități. Perspective regionale și locale, organizată de Universitatea "Alexandru Ioan Cuza" din Iași. Universitatea din București. Universitatea Babes-Bolyai, Cluj-Napoca. Universitatea de Vest din Timișoara. International Adult and Continuing Education Hall of Fame (IACEHOF), Outrech University, Oklahoma, USA. 27 - 30 aprilie 2014, Iași.

## Activitate didactică
A avut activitate didactică în sistemul ,,cadru didactic asociat", din anul 1972 până în anul 1992, la Catedra de Filosofie a Institutului Politehnic București, astăzi Universitatea Politehnică București. În perioada 1992-1999, a predat cursurile: ,,Sociologia vârstelor”, ,,Relații interetnice” și ,,Sociologia educației” la Facultatea de Sociologie și Asistență Socială, Universitatea București. A funcționat ca profesor asociat la Facultatea de Teologie, secția Asistență Socială, Universitatea ,,Valahia” din Târgoviște, unde a predat, în  perioada 1995-2008, cursurile:  ,,Sociologie generală”, ,,Metodologia cercetării sociale”, ,,Dezvoltare umană”,  ,,Dezvoltare comunitară”.  A fost profesor  la Facultatea de Sociologie-Psihologie,  Universitatea ,,Hyperion” din București, unde a ținut, în perioada 1995-2000, cursurile: ,,Sociologia vârstelor “, ,,Antropologie culturală”, ,,Sociologie generală”. La  Universitatea Creștină ,,Dimitrie Cantemir” a predat cursurile: ,,Sociologie generală” ,,Sociologie politică”, ,,Gândire politică românească”, ,,Metodologia cercetării sociale”, ,,Filosofie socială”. La Universitatea ,,Spiru Haret” a predat,în perioada 1992-1999, cursurile: ,,Antropologie culturală”, ,,Etnosociologie”, ,,Grupuri sociale”. 
Este autor de manuale manuale și capitole din manuale 
1.	Cultura, în  Sociologie, manual clasa a XI-a, coordonatori Cătălin Zamfir, Septimiu Chelcea, București: Editura Economică, 2006 
2.	Economia, în  Sociologie, manual clasa a XI-a, coordonatori Cătălin Zamfir, Septimiu Chelcea, București: Editura Economică, 2006
3.	Sociologie (CD)
4.	Sociologia profesiilor (CD)
5.	Sociologia politicului, multiplicat
6.	Metodologia cercetării sociale, multiplicat
7.	Filosofie, multiplicat

## Activitate publicistică
Debutul  publicistic s-a produs la vârsta de 17 ani, elev fiind, în ziarul ,,Steagul roșu" din Bacău, cu recenzii despre cărțile: Viața lui Alexandru Macedonski de Adrian Marino, Monolog în Babilon de Alexandru A. Philippide. În publicistica științifică a debutat în 1969 cu lucrarea ,,Aspecte ale influenței mijloacelor comunicațiilor de masă asupra educației intelectuale a tinerilor”, publicată în volumul Tineretul - obiect de cercetare științifică, București: Centrul de Cercetări pentru
Problemele Tineretului, 1969.
A inițiat și coordonat colecția „Ethnos” a Editurii Albatros. A reeditat 30 de titluri de lucrări românești - majoritatea pentru prima oară de la apariție, semnate de Mihai Eminescu, Titu Maiorescu, Nichifor Crainic, Octavian Goga,M. Ralea, George Călinescu, A.D. Xenopol, Aurel C. Popovici, Constantin Rădulescu-Motru, George Sofronie, Romulus Seișanu, D. Stăniloae, Al. Claudian, S. Mehedinți, Traian Brăileanu, Mihail Manoilescu, Spiru Haret, însoțite de ample studii introductive, comentarii și note.
Lucrarea lui C. Rădulescu-Motru, Vocația, factor hotârător în cultura popoarelor, prefațată și editată de Constantin Schifirneț în colecția „Ethnos”, a fost clasată de Nicoleta Sălcudeanu pe locul trei la secțiunea ediții de carte de istorie literară, în Top Literar 2005
Într-un articol consacrat colecției Ethnos, Gheorghiță Geană a scris: ,,avem în ,,Ethnos” cea mai consistentă (și socialmente vorbind) cea mai importantă colecție editorială din perioada  post-1989”.
Dumitru Borțun remarcă, referitor la colecția “Ethnos” a Editurii Albatros coordonată de C. Schifirneț, că reeditărilor unor lucrări românești de referință ,,le-a dăruit studii introductive aproape exhaustive și note lămuritoare (fiindcă nu doar explicative!) de o rigoare ce frizează pedanteria. Într-o societate atât de bogată în “oameni de cultură” dar atât de săracă în specialiști, un astfel de angajament ne apare de-a dreptul eroic."
I s-a reproșat că în unele lucrări,  de pildă, G. Călinescu, Cultură și națiune, Schifirneț a inclus texte ale lui Călinescu publicate după 23 august 1944 care ,,nu fac decât să-l compromită încă o dată pe autorul lor."
Un alt reproș s-a formulat în legătură cu notele editorului la Titu Maiorescu, Discursurile parlamentare  ,,cu un caracter exagerat de enciclopedic”, dar considerate ,,neajunsuri minore față de meritul de a fi readus opera politică a lui Maiorescu în atenția cititorilor. De aceea, ediția d-lui C. Schifirneț se cuvine salutată ca un adevărat eveniment literar.”
A editat, în calitate de redactor șef, primul număr (2001) al Analelor Universității Creștine ,,Dimitrie Cantemir”, Seria Științe Politice. 
Față de analizele lui Schifirneț despre condiția intelectualului în contextul europenizării societății românești s-au exprimat opinii critice: „Dar autorii înșiși ai unor articole critice la adresa intelectualilor (domnul profesor Schifirneț, de pildă, chiar pe blogul Adevărului) par să nu aibă nimic de a face cu această infamantă categorie umană, căci o judecă cumva din afară, de la o competentă și igienică distanță. Domnul profesor Schifirneț are voie să stea abstras, la catedră, și să-i certe pe intelectuali. Domnia Sa nu trebuie ”să se implice”. Implicarea e treaba ”intelectualilor”.

## Activitatea de cercetare științifică
Domenii de studiu științific: modernitate, sociologia comunicării, sociologia și antropologia culturii, sociologia vârstelor și generațiilor, tradiție, gândirea filosofică și sociologică  românească, europenizare.
Constantin Schifirneț a elaborat 34 de rapoarte de cercetare.
În 1969, Schifirneț a fost coordonator al primei cercetări, din istoria cercetării sociologice românești, pe un eșantion național. Au fost investigați 2.172 studenți din toate centrele universitare și din toate profilele de învățământ superior.  Datele acestei cercetări au fost analizate în lucrarea Studentul și societatea,  apărută în 1973.
În 1981 a investigat un lot de 854 studenți de la toate profilele de învățământ și din toate centrele universitare. 
În anul 1981 a realizat cercetarea asupra opțiunilor culturale ale tinerilor pe un lot de tineri.
În 1984 a cercetat lotul de 2225 de tineri (muncitori, elevi, studenți) din care 1710 din mediul rural și 515 din mediul urban.  Date ale acestei cercetări sunt analizate în lucrarea Tineretul între permanență și înnoire , București: Editura politică, 1987.
În 1985 a efectuat cercetarea pe un lot de cca 3500 tineri și adulți din mediul urban și rural, tineri și adulți,  selectați din toate categoriile socio-profesionale.
A coordonat din partea Centrului de Studii și Cercetări pentru Tineret, în 2003, tema ,,Educația, cultura și creativitatea în viața tinerilor” realizată de Institutul de Filosofie și Psihologie ,,Constantin Rădulescu-Motru" al Academiei Române, Academia de Studii Economice,
Agenția Națională pentru Sprijinirea Inițiativei Tinerilor. În anul 1996 a coordonat, în cadrul Centrului de Studii și Cercetări pentru Problemele Tineretului, o temă similară, ,,Potențialul creativ al tineretului român. Cercetarea a arătat că opiniile subiecților despre sistemul de învățământ și climatul creativ în școală sunt contradictorii. Există o discrepanță între opiniile predominant negative, despre sistemul de învățământ din România, și opiniile predominat pozitive, total sau parțial, despre climatul creativ din școală. Deși sistemul de învățământ este judecat cu severitate, totuși cvasimajoritatea respondenților exprimă o imagine total sau parțial pozitivă despre profesorii lor. Această realitate reliefează existența unui corp profesoral credibil profesional la tineri, însă alte cauze ce țin de managementul din învățământ și condiția socială a școlii, de cele mai multe ori precară, îi fac pe mulți tineri să aprecieze negativ sistemul de învățământ. În afară de coordonarea temei, a elaborat capitolul ,,Educație, școală și creativitate” decembrie 2003.
În perioada 1997-1998 a coordonat tema ,,Sisteme alternative de formare a tineretului.” A fost investigat un lot de 532 subiecți prin ancheta sociologică și focus-grupuri despre temele: ,,Politici de educație alternativă” , ,,Diagnoza situației actuale a politicilor de educație alternativă în România”, ,,Dificultăți și limite ale influenței sistemelor alternative asupra tineretului”, ,,Relația dintre instituții de învățământ și sistemele alternative” ,,Impactul sistemelor alternative cu raporturile între generații”, ,,Strategii, instituții și experiențe în educația permanentă”. Din cercetare a rezultat că sistemele alternative de formare sunt acceptate de majoritatea respondenților, pentru virtuțile lor în susținerea personalității tinerilor. În societatea românească, în raport cu școala, sistemele alternative sunt considerate a fi mai inovatoare, cu disponibilitate mai mare pentru formarea tânărului pentru schimbare. Date și concluzii ale acestei cercetări au fost incluse în studiile: ,,Religie și tradiție" și ,,Sisteme alternative de formare”.
În perioada 1994-1995 a coordonat proiectul ,,Educația adulților în perioada de tranziție” în cadrul Institutului de Cercetare a Calității Vieții, în temeiul unui contract cu Ministerul Cercetării și Tehnologiei. S-a urmărit studierea educației adulților în contextul tranziției, analiza educației
adulților în raport cu alte tipuri de educație. A fost investigat un lot de 395 persoane din mai multe localități, precum și responsabili cu programele de educație a adulților din instituții de profil. A elaborat raportul ,,Educația adulților în perioada de tranziție”, Institutul de Cercetare a Calității Vieții, 1995, pe care, în anul 1997, l-a publicat cu titlul Educația adulților în schimbare, Editura Fiat Lux, a cărui editare a fost finanțată de Institut für Internationale Zusammenarbeit Deutscher Volkschochulverband - IIZ-DVV, Germania.
Directorul grantului finanțat de CNCSIS ,,Construcția mediatică a europenizării ca problemă publică în contextul integrării europene a societății românești. 2008-2011". Date și concluzii ale acestei cercetări sunt prezentate în lucrarea Europenizarea societății românești și mass-media.	
A fost membru al echipei care a realizat proiectul ,,Caracteristici ale culturii politice românești. Influența unor modele culturale și tradiții comportamentale asupra funcționării instituțiilor politice românești” sub egida Facultății de Filosofie din Universitatea București și Asociația Română de Studii Politice Aplicate (AROSPA) sub coordonarea profesorului Adrian Paul Iliescu. Activitatea la acest proiect s-a finalizat cu studiul Teoria formelor fără fond despre mentalități și disfuncționalități instituționale

## Contribuții
Prin studiile sale, Constantin Schifirneț a adus contribuții în sociologia modernizării și dezvoltării, sociologia generațiilor și vârstelor, în sociologia și antropologia culturii, în studiul ideilor originale ale unor filosofi români.

### Factor activ în relansarea sociologiei românești
Schifirneț se numără printre sociologii care au relansat sociologia în anii 60 din secolul XX, făcând parte din grupul de intelectuali orientați către această nouă profesie. 
Absolvent al universității ieșene în 1968, Schifirneț a primit repartiție guvernamentală pentru ziarul ,,Scânteia tineretului”, dar printr-un joc al întâmplării, chiar împotriva voinței sale, i s-a schimbat repartiția pentru un Centru de Cercetări pentru Problemele Tineretului, ce urma să fie 
înființat în noiembrie 1968. Împreună cu alți absolvenți Dumitru Bazac, Doina Buruiană, Petre Datculescu  și Cătălin Mamali,  toți proveneau de la Universitatea din București,  a devenit ,,întemeietor de instituție”.   
Printre colaboratorii CCPT s-au numărat membri ai Școlii sociologice de la București: Henri H. Stahl, Octavian Neamțu, Roman Cresin, Paul Sterian, Ion Veverca, Petre Stănculescu, Romulus Spirescu, la care s-a aliat și I.M. Nestor, fost colaborator al lui C. Rădulescu-Motru, toți fiind autori de capitole din volume editate de CCPT. Împreună cu Octavian Neamțu, Schifirneț a elaborat comunicarea De la consumul de cultură la activitatea creatoare, prezentată la Congresul mondial de sociologie de la Varna din septembrie 1970.  
Față de alte instituții, unde stagiarii îndeplineau de regulă activități secundare, la CCPT, datorită 
faptului că însăși instituția se construia din mers tinerii cercetători au fost direct implicați 
în organizarea întregului parcurs al unei cercetări. La nici 24 de ani, Schifirneț a fost coordonator 
al unei cercetări pe un eșantion național de 2. 172 studenți, prima cercetare pe un eșantion național
din istoria cercetării sociologice românești.  
CCPT avea, în anul 1989, 31 de filiale. Practic, existau filiale în toate centrele importante ale țării.
Filiale erau alcătuite din specialiștii locului, care se implicau benevol, deci fără nici o răsplată bănească în studiul problemelor tineretului din zonă. În filiale au putut să-și valorifice cunoștințele și abilitățile mulți dintre absolvenții secției de sociologie. 
Schifirneț a prezentat comunicări la Congresul mondial de sociologie (Varna, 1970), Congresul european de sociologie rurală (Budapesta, 1983), Seminarul internațional ,,Lectura –dimensiuni europene” (Paris, 1992), Conferința internațională de antropologie (București 1998), Congresul mondial de sociologie (Göteborg, 2010). Împreună cu Petre Datculescu, a ținut prelegeri despre teoria și metodologia cercetării sociologice la Consfătuirea științifică a cercetătorilor pe problemele tineretului din China (8-26 mai 1988). 
În anul 1999, a publicat lucrarea Sociologie, la Editura Economică, fiind apoi reeditată, în formă revăzută și îmbunătățită, în 2002 și 2004 la Editura Comunicare. ro. București. Despre acest volum au scris Anda Moculescu, Maria Moldoveanu, Rodica Iamandi, Valeriu Frunzaru.  Lucrarea  Sociologie este indicată la „Bibliografia” unora dintre cursurile de la alte facultăți. 
Schifirneț a elaborat studii despre sociologi români: Mircea Vulcănescu,   T. Maiorescu, M. Kogălniceanu,  Spiru Haret,  Al. Claudian,  Mihail Ralea.  
A reeditat, pentru prima dată de la apariție, lucrarea lui Traian Brăileanu, Sociologie generală. În studiul introductiv la această ediție,  Schifirneț evidențiază concepția originală a sociologului român despre societatea concepută ca un sistem.  O altă lucrare a lui Brăileanu, Politica  a fost reeditată de Schifirneț. În studiul introductiv Schifirneț subliniază contribuția lui Brăileanu de ctitor al științei politice în România. 
Aceste studii despre sociologi români au fost incluse în volumul Sociologie românească modernă.
Schifirneț este autor de manuale și capitole din manuale 1. Cultura, în Sociologie, manual clasa a XI-a, coordonatori Cătălin Zamfir, Septimiu Chelcea, București: Editura Economică, 2006 2. Economia, în Sociologie, manual clasa a XI-a, coordonatori Cătălin Zamfir, Septimiu Chelcea, București: Editura Economică, 2006 3. Sociologie (CD) 4. Sociologia profesiilor (CD) 5. Sociologia politicului, multiplicat 6. Metodologia cercetării sociale, multiplicat.
Schifirneț a fost membru al Consiliului Asociației Sociologilor din România de la prima sa alegere. În ședința de constituire a Asociației Sociologilor din România din 3 martie 1990, prezidată de profesorul Henri H. Stahl, a fost ales, prin vot secret, Consiliul de conducere:  Președinte: Cătălin Zamfir, iar vicepreședinți Ion Drăgan, Ion Aluaș și Sandu Dumitru. Secretar: Sorin Mitulescu. Membri: Ion Ungureanu, Călin Anastasiu, Septimiu Chelcea, Virgil Constantinescu, Livia Dordea-Popescu, Nicolae Gheorghe, Septimiu Krauss, Nandor Maghiary, Ioan Mărgineanu, Vasile Miftode, Ioan Mihăilescu, Achim Mihu, Sorin M. Rădulescu, Traian Rotariu, Constantin Schifirneț, Alin Teodorescu, Vladimir Trebici, Sorin Văran, Lazăr Vlăsceanu.

### Prima monografie despre viața și opera lui Constantin Rădulescu-Motru
Constantin Schifirneț este autorul monografiei C. Rădulescu-Motru. Viața și  faptele sale.
În cele trei volume ale cărții sunt descrise viața lui Rădulescu-Motru și acțiunile lui de creare a instituțiilor necesare dezvoltării mișcării filosofice românești.
Așa cum s-a remarcat: „Prin această trilogie, cât și prin reeditările din  opera filosofului [...] dl Constantin Schifirneț a adus o contribuție cu totul remarcabilă la cunoașterea vieții și operei unui mare gânditor.”.
S-a subliniat originalitatea lucrării: „...cartea prof. Schifirneț nu are antecedente în cultura noastră filosofică recentă, iar unicitatea ei nu provine doar din faptul că avem de-a face cu prima biografie a lui C. Rădulescu-Motru.”
Lucrarea se bazează pe cercetarea de arhivă și include  informații despre toți marii profesori din domeniile științelor socioumane de dinaintea celui de-al doilea război mondial. Cele mai multe informații despre filosoful  Rădulescu-Motru sunt inedite. Sunt prezentate faptele întemeietoare de cultură filosofică și sociologică ale lui Rădulescu-Motru precum și inițiativele sale în înființarea de reviste și de instituții. Așa cum s-a remarcat: ,,Cartea ne oferă o amplă reconstituire, bazată pe o informație luxuriantă, a studiilor lui Motru, în țară și în străinătate, a activității în învățământul universitar, a editorului de reviste, a relațiilor cu T. Maiorescu, I. L. Caragiale, Nae Ionescu ș. a., a ctitorului de societăți, a academicianului și omului politic.". Lucrarea C. Rădulescu-Motru. Viața și faptele sale este ,,o veritabilă premieră în cultura filosofică românească."
,,Editor științific al operei lui C. Rădulescu-Motru”, Schifirneț analizează biografia și faptele lui C. Rădulescu-Motru în contextul mentalităților epocii sale, al dominantelor ei culturale și ideologice, al raporturilor complexe cu celelalte mari personalități ale vremii sale. S. a investigat exhaustiv genealogia familiei lui C. Rădulescu-Motru, toate revistele înființate de el, opera sa  apărută în timpul vieții și cea postumă - Revizuiri și adăugiri -  cât și exegeza despre scrierile sale. Este remarcată contribuția lui la dezvoltarea învățământului filosofic în România. Sunt studiate contribuțiile originale ale C. Rădulescu-Motru în analizele asupra conceptelor: personalismul energetic, vocația, psihologia etnică, politicianismul, etnicul românesc, formele fără fond, gregarismul și individualismul, tradiția. Este argumentată teza că doctrina personalismului energetic despre personalitate - cea mai înaltă formă de energie cosmică- se înscrie între sistemele filosofice universale. 
Este pusă în evidență dimensiunea interdisciplinară a exegezei lui Schifirneț despre filosoful român: „Profunda cunoaștere a dinamicii culturii noastre, a curentelor de idei, a școlilor de gândire și a dezbaterilor ce au dominat fenomenul modernității românești i-a creat profesorului C. Schifirneț avantajul de a înțelege biografia lui C. Rădulescu-Motru în chiar contextul faptic și ideatic trăit de către gânditor. Interdisciplinaritatea este așadar pusă aici la lucru, și nu doar invocată ca ideal de cunoaștere către care aspiră orice cercetător umanist.”
După opinia lui Grigore Georgiu: ,,Lucrarea C. Rădulescu-Motru. Viața și faptele sale, vol. I-III, este o amplă frescă a filozofiei românești moderne.". O altă apreciere subliniază caracterul monografic al lucrării C. Rădulescu-Motru, Viața și faptele sale: ,,C. Schifirneț a alcătuit o monografie admirabil documentată despre cel pe care-l apreciază a fi ,,primul filosof român, atât prin formație cât și prin acțiunea de construire a unei culturi filosofice și a unui mediu filosofic", despre filosoful pe care l-a prezentat în toată amploarea demersului său științific și în toate relațiile sale umane și sociale."
Viorel Cernica, autor al mai multor lucrări despre filosofia lui Rădulescu-Motru, subliniază că prin vastul material și prin interpretările asupra ideilor filosofului român, lucrarea lui Schifirneț îmbogățește exegeza filosofiei românești cu contribuții la cunoașterea personalității autorului personalismului energetic dar și a vieții filosofice românești din a doua jumătate a secolului al XIX-lea și prima jumătate a secolului al XX-lea: ,,Cei care vor studia de acum încolo opera lui C. Rădulescu-Motru sau o parte a acesteia trebuie să se raporteze la această lucrare, poate una dintre cele mai valoroase realizări în hermeneutica filosofică românească din ultimele decenii. Ne întrebăm însă dacă se vor mai găsi oameni de cultură care să se ocupe cu atâta trudă și, paradoxal, cu atâta încântare, așa cum a făcut profesorul Constantin Schifirneț, de alte personalități ale creației filosofice românești. Oricum, forma aceasta de rostire despre tradiția noastră filosofică este cea potrivită vremurilor noastre. Poate că spun aceasta cu prea mult curaj, deoarece, deocamdată, suntem în fața primei realizări în forma de care vorbeam. Curajul este motivat însă de exemplaritatea acestei lucrări și, nădăjduiesc, de forța cu care ea va motiva cercetări filosofice viitoare. Oricum, tinerii cercetători, interesați de preluarea tradiției noastre filosofice, pot găsi un model în lucrarea profesorului Constantin Schifirneț.”
O caracterizare sintetică a cărții o face Constantin Aslam: ,,Cartea prof. C. Schifirneț dedicate biografiei lui C. Rădulescu-Motru și faptelor sale fondatoare de cultură filosofică românească este, în orizontul tipologic al lucrărilor consacrate investigației biografice a unor mari gânditori români, un model de cercetare științifică obiectivă. Spre deosebire de alte lucrări de acest gen, care urmăresc cu obstinație aplicarea mecanică a unei anumite metode sau strategii de lectură, așezând în pat procustian, selectiv și falsificator bogăția unei vieți consacrate culturii și creației, lucrarea prof. C. Schifirneț pune în acțiune o hermeneutică discretă și un instrumentar metodologic interdisciplinar în care faptele însele (resursele biobibliografice) se luminează unele pe altele. Faptul, trebuie precizat, nu este inexplicabil. Vasta experiența de cercetare a autorului este vizibilă  pretutindeni în lucrare. Dubla formație de filosof și sociolog este valorificată osmotic prin accesarea resurselor interpretative ale genealogiei, istoriei culturii și istoriei filosofiei, deopotrivă ale istoriei ideilor și filosofiei culturii. Profunda cunoaștere a dinamicii culturii noastre, a curentelor de idei, a școlilor de gândire și a dezbaterilor ce au dominat fenomenul modernității românești i-a creat profesorului C. Schifirneț avantajul de a înțelege biografia lui C. Rădulescu-Motru în chiar contextul faptic și ideatic trăit de către gânditor.”
S-a remarcat actualitatea disputelor lui Constantin Rădulescu-Motru cu P.P. Negulescu, C. Dimitrescu-Iași, Mihail Dragomirescu, Spiru Haret, A.D. Xenopol, C.C. Arion, Nicolae Iorga, A.C. Cuza și Titu Maiorescu: „ La fel de instructive pentru înțelegerea prezentului sunt și explicarea meticuloasă a polemicii dintre “Noua Revistă Română”, înființată de Motru, și “Viața Românească”, precum și descrierea amănunțită a mediului academic [...]. Constantin Schifirneț știe să citească aceste lupte de idei, împletite cu bătălia pe frontul prestigiului și cu lupta pentru statut, ca sociolog al culturii, dar și cu ochiul celui care urmărește o anumită “serialitate” în istoria socială a României. Ele merită o analiză aparte, care să valorifice minuțiozitatea cu care autorul disecă fiecare moment, finețea observației psihologice și psiho-sociologice, facilitate de talentul de narator și bazate pe o prodigioasă muncă de documentare.”
Monografia lui S. este și o istorie culturală a filosofiei și sociologiei românești. S-a afirmat că lucrarea este, în realitate, un studiu al evoluției modernității românești: ,,... lucrările lui Constantin Schifirneț trebuie citite și din altă perspectivă, pe care adesea nu ne-o indică nici titlul lor, nici declarațiile de intenție ale autorului. În cazul de față, Constantin Schifirneț ne predă, aparent, o “lecție” despre Motru, dar demersul său are o “programă ascunsă”: sub pretextul unei monografii despre “viața și faptele” lui Constantin Rădulescu-Motru, autorul ne oferă un studiu despre avatarurile modernizării societății românești.”
Lucrarea C. Rădulescu-Motru. Viața și faptele sale a fost clasată de Dan C. Mihăilescu pe locul trei la secțiunea Cartea de istorie literară, în Top Literar 2005.
Tot Dan C. Mihăilescu considera apariția volumului III din C. Rădulescu-Motru. Viața și faptele sale de Constantin Schifirneț ca încheierea unuia din proiectele „de mare, invidiabilă anvergură în lumea roasă de fragmentarism și foiletonism a istoriei noastre literare”
Lucrarea C. Rădulescu-Motru. Viața și faptele sale a primit premiul Academiei Române pe anul 2005.
S-a afirmat că Schifirneț ar fi renunțat, după 1989, la studiile despre tineret pentru a se ocupa de Constantin Rădulescu-Motru: „Constantin Schifirneț a uitat de «sociologia tineretului, «conștiința socialistă a tinerei generații» și UTC, optând pentru studiul operei lui Constantin Rădulescu-Motru”.  Schifirneț a fost cercetător principal la Centrul de Studii si Cercetări pentru Tineret în perioada 1996-2004, fiind autor al 11 rapoarte de cercetare.

### Discontinuitate în problematica filosofiei românești
Schifirneț abordează filosofia românească din perspectiva modernității și a europenizării. El remarcă lipsa continuității în problematica filosofiei românești: „O particularitate a culturii românești, și deci și a ﬁlosoﬁei autohtone, este discontinuitatea în evoluția ideilor și a inițiativelor culturale. Obsedată de ideea continuității, cultura românească nu a reușit, decât foarte rar, să înfăptuiască o activitate creatoare neîntreruptă. Nici în ce privește libertatea de cugetare nu s-a putut asigura continuitate, deoarece perioadele de interdicție au alternat cu perioadele de exprimare nestingherită a ideilor. Cultura și cugetarea românească au chestionat limitele capacității proprii de creativitate și proiectele ratate din societatea românească.”
Gânditorii români s-au confruntat cu dificultatea interpretării realităților autohtone prin teorii și concepte potrivite pentru țările occidentale în lipsa unei teorii proprii despre dezvoltarea socială modernă: ,,Gândirea românească a studiat căile concrete de construire a civilizației române moderne și mai puțin s-a axat pe elaborarea de teorii și de metode de investigare a realității sociale."
În lucrarea Geneza modernă a ideii naționale. Psihologie etnică și identitate românească, schița unei teorii asupra genezei culturii noastre moderne și a filosofiei românești ca element al acesteia, teorie bazată pe valorificarea tradiției culturale românești, pe valorizarea operelor de seamă ale acesteia, îndeosebi a acelora care au tematizat “ideea națională”: Demnă de a fi consemnată este ideea filosofiei occidentale ca o “filosofie locală”. Așadar, tocmai acea filosofie care s-a perceput pe sine ca fiind universală, care a iscat în diverse culturi discuții, polemici cu privire la universal și local în filosofie, este ea însăși locală. Felul în care autorul gândește argumentația acestei ideii are și sensul deschiderii unui spațiu al discursului în care capătă semnificație tema posibilității filosofiei românești. Autorul este convins că o filosofie “se structurează și în raport cu cultura în care ființează”; iar cultura românească, având ca temei spiritualitatea ortodoxă și ca mediu de afirmare un spațiu situat “la răspântii de culturi și civilizații”, a îngăduit, ca element al conștiinței sale de sine, o filosofie “a națiunii române care conferă expresie raționalității și cugetării românești”. Lucrarea prof. C. Schifirneț reactualizează contribuții semnificative pe itinerariul gândirii românești despre propria-i identitate. Acesta este motivul pentru care ea ocupă, din chiar primul ei ceas “public”, un loc ce nu va putea fi nesocotit de cei care caută să se lămurească în privința destinului culturii românești.
Ideile filosofilor români nu derivă prioritar din meditația asupra proceselor locale de schimbare și asupra actelor de rezistență față de căile de modernizare românească. În cultura română nu există nici măcar o analiză filosofică a deformărilor și a rezistenței la modernizare și nici o propunere de alternative ale modernității. Nu mai puțin semnificativ rămâne accentul pe filosofia beletristică în studiul modernității românești, viziunea eseistică și literară fiind dominantă. În planul gândirii filosofice autohtone s-a plecat de la premisa că modernitatea este unică, universală, fiecare societate fiind obligată să parcurgă întocmai aceleași etape și aceleași procese ca țările care s-au modernizat. Așa au gândit raționaliștii, cu deosebire Maiorescu și școala sa - C. Rădulescu-Motru, P.P. Negulescu, I. Petrovici. Trăsătura fundamentală a gândirii filosofice românești este criticismul, și, în mică măsură, evaluarea diversității de proiecte de modernizare, a pluralității doctrinelor și a modelelor de modernitate, din care societatea să selecteze ceea ce este oportun pentru dezvoltarea sa. Modernitatea românească nu se regăsește, doctrinar, în gândirea actorilor și agenților de modernizare. Practic, nu au existat proiecte de modernizare ci numai interpretări ale modernității, prin concepte și viziuni preluate din gândirea occidentală. Dimpotrivă, schimbările moderne s-au produs fără a porni de la un proiect teoretic.  Schifirneț subliniază că discontinuitatea accentuată în dezvoltarea modernă a societății românești a influențat evoluția filosofiei românești.

### Teoria formelor fără fond, model teoretic de explicare a civilizației moderne în context național
O altă contribuție a lui Schifirneț se referă la elaborarea conceptului modelul teoretic de explicare a proceselor de edificare a civilizației moderne în cadrul național. În studiile sale despre modernizare analizează modelul teoretic de explicare a proceselor de edificare a civilizației moderne în cadru național. Este reevaluată teoria formelor fără fond, considerată model teoretic de explicare a civilizației moderne în cadru național, dar și o diagnoză asupra situațiilor reale ce apar din disfuncționalitățile și mentalitățile societății românești. În viziunea sa teoria formelor fără fond nu este o teorie despre trecut. Ea este deosebit de actuală. Atât timp cât societatea românească va cunoaște perioade de tranziție la intervale mici de timp, așa cum s-a întâmplat de multe ori în ultimele două secole, formele fără fond sunt un element peren al evoluției sociale și culturale românești: ,,Teoria formelor fără fond exprimă atitudinea critică față de modalitățile de constituire a civilizației române moderne. Critica vizează stări reale ce trebuiau să fie înlăturate, și este îndreptată împotriva: a) formelor instituționale care nu ar fi fost cerute de cadrul național; b) a copierii mecanice a ideilor și instituțiilor din alte țări; c) a neadaptării organismului politico-juridic la fondul intern. Uneori critica era numai negativă, axată pe evidențierea unor anomalii din viața socială. Oricum, studiul formelor fără fond dă răspuns câtorva probleme care au fost discutate timp de mai bine de 150 de ani. Această teorie are o bază reală în realitatea istorică românească, mai exact fapte istorice, sociale, economice și culturale, dar și date statistice, care dovedesc ființarea de forme fără fond. Ea este o coordonată a gândirii românești de toate nuanțele, întrucât abordează căile de modernizare, iar judecăți despre evoluția capitalistă a țării regăsim în scrierile tuturor categoriilor de specialiști, de la istorici și filosofi până la economiști și juriști. În acest sens, este de reținut rolul activ, catalizator al teoriei în dezbaterea culturală, în proiectarea soluțiilor asupra perspectivei evoluției moderne a țării.” 
Despre lucrarea Formele fără fond, un brand românesc s-a spus: ,,Este prima abordare sistematică pe care o avem (în sfârșit!) cu privire la teoria formelor fără fond...". Un alt autor consideră cartea ,,un studiu monografic menit să pună în perspectivă istorică modul în care s-a conturat și a evoluat teoria formelor fără fond în cultura română" Schifirneț descrie idei ale gânditorilor români despre discrepanța dintre forme și fond: ,,Cine deschide remarcabila sa lucrare Formele fără fond, un brand românesc (comunicare.ro, 2007), va găsi analize detaliate ale operelor unor scriitori și filosofi români, de la Dinicu Golescu și Eufrosin Poteca la Alecu Russo și Ion Ghica, de la Titu Maiorescu și Eminescu la C. D. Gherea și Eugen Lovinescu. Schifirneț pleacă fără preconcepții de la autorii locali pentru a analiza ceea ce se întîmplă în România și nu este deloc întîmplător că, în demersul său, firul roșu este teoria formelor fără fond, „una dintre cele mai răspîndite și cunoscute teorii din cultura română” (p. 9)” 
Schifirneț subliniază dimensiunea metodologică a acestei teorii: ,,Teoria formelor fără fond acreditează ideea că procesul de creare a noului cadru instituțional și juridic modern presupune, în mod necesar, exprimarea spiritului critic, a unei atitudini selective față de ceea ce oferă modelul de societate afirmat în Occident și față de tradițiile de care dispune statul român. În același context, este de reținut principiul interdependenței, al legăturii indisolubile dintre statul român și țările europene ca premisă a explicării progresului în societatea românească.”
Au fost exprimate rezerve față de etichetarea, de către Schifirneț, a formelor fără fond ca un brand românesc. 
Schifirneț afirmă că pentru nici unul din marile momente ale istoriei românești moderne, inclusiv Revoluția din decembrie 1989, nu a existat un proiect teoretic, explicația fiind orientarea predominantă a culturii românești spre trecut și interesul nesemnificativ pentru prognozarea evoluției și schimbărilor ce s-ar putea produce în viitor.
În opinia sa, nu există un model abstract de civilizație modernă aplicabil întocmai în contexte naționale concrete. Prin urmare, edificarea civilizației moderne cunoaște o varietate de tipuri, un pluralism al căilor de dezvoltare. Această diversitate derivă din situația obiectivă a diferențelor între culturi, între sistemele de valori, între spiritualitățile naționale. Nucleul acestui model teoretic îl constituie doctrina naționalului, care integrează în corpusul său teze cu privire la căile de edificare a civilizației moderne într-un stat național .

### Modernitatea tendențială
Schifirneț a creat conceptul ,,modernitatea tendențială”, dezvoltat și analizat în lucrările: Formele fără fond, un brand românesc (2007), Modernitatea tendențială (2009), Tendential Modernity (2012), Modernitatea tendențială. Reflecții despre despre evoluția  modernă a societății (2016).
Modernitatea tendențială este ,,o perspectivă ce nu poate fi ocolită" în analizele despre evoluția modernă a societății. 
Conceptul ,,modernitatea tendențială” explică modernitatea din spațiile nonoccidentale:,,In relation with non-Western modernity, Constantin Schifirnet has introduced the interesting concept «tendentious modernity»”. 
Constantin Schifirneț propune, pentru a descrie procesul de modernizare, conceptul de modernitate tendențială.  În lucrarea Formele fără fond, un brand românesc, descrie, pentru prima dată, conceptul de modernitate tendențială prin care este desemnat ,,actul de dezvoltare a societății românești în direcție inversă: de la afirmarea spiritului național și de la construcția politică spre dezvoltarea economică. În arealul românesc se afirmă modernitatea ca o tendință care coexistă cu structurile sociale, cu formele instituționale și cu fondul vechi. Modernitatea tendențială răzbate greu și lent prin complicata rețea de structuri socio-instituționale din societatea românească tradițională și patriarhală. Este o modernitate mozaicată, nestructurată sub o formă dominantă clară. Modernitatea este cadrul și elementul de susținere a naționalului, dar nu prin baza economică, care ar fi trebuit să fie temei al afirmării statului național, ci ca tendință, ca ideal de atins în afirmarea națiunii. 
Toate anomaliile, contradicțiile, discrepanțele apărute în procesul de modernizare sunt, de fapt, fenomene caracteristice noului trend de dezvoltare capitalistă care a fost însă doar parțială și nu deplină. Așa se explică, de exemplu, neoiobăgia, care nu este o formă nouă de iobăgie, ci capitalism tendențial sau capitalism parțial, lipsit de mecanismele economiei capitaliste, adică de performanța și rentabilitatea, indicatori ai acestei economii." A fost remarcată descrierea modernității tendențiale ca o modernitate mozaicată: ,,…the sociologist Constantin Schifirnet called «mosaic modernity», a fusion of a socio-economic and cultural pre-modernism, modernism and postmodernism”.
Prin modernitatea tendențială se propune o înțelegere a modernității în spații în care ritmul de modernizare culturală și politică este mai rapid decât evoluția economiei. Este menționată descrierea moderniții: ,,This represents a transition from a traditionalist society to a modern one characterised by industrialisation, law, welfare, wealth, and science through
education (Schifirneț, 2012)”.Modernitatea tendențială se referă la acțiunile și ideile despre modernizare care rămân parțiale și nefinalizate. Datorită faptului că modernitatea este doar o tendință, societatea cunoaște o succesiune neîntreruptă de tranziții, dar nici una dintre tranziții nu și-a  atins obiectivele de schimbare pentru care a fost produsă. În acest sens, modernitatea rămâne în cea mai mare parte o aspirație, un obiectiv care urmează să fie atins, dar niciodată pe deplin realizat. Din punct de vedere temporal, evoluția tendențială nu este certă și univocă, dar probabilistică. Având în vedere lipsa sau insuficiența resurselor de modernizare interne (ideologice, economice, administrative, financiare etc.), modernitatea tendențială este un tip de modernizare asimptotică, care nu reușește să ajungă la cerințele modernității, indiferent de cât de aproape pare să se apropie de modernitatea occidentală. În societățile cu o evoluție modernă tendențială, modernitatea evoluează lent și cu dificultate prin rețeaua complexă de structuri socio-instituționale ale societății patriarhale și tradiționale și, prin urmare, modernitatea nu este structurată sub o formă dominantă în instituții, în grupuri și în viața cotidiană. În consecință, modernitatea apare ca un standard produs prin procesul de modernizare în Occident și este considerat model de dezvoltare pentru orice societate pentru a atinge același nivel de dezvoltare ca țările occidentale. Modernitatea există în orice societate, dar valorile și standardele sale nu există peste tot în integralitatea lor, ci doar ca procesele tendențiale universale. Practic, toate modernitățile sunt tendențiale. Modernitatea tendențială este universală, inclusiv în statele care au un tip de modernitate bine structurată și funcțională. Lumea de astăzi este modern structurată sau tendențial modernă.
Modernitatea tendențială are loc în societăți în care viața de zi cu zi pentru majoritatea populației a rămas în mare parte neschimbată ,,if not, in some instances, until today".
In studiile sale, Schifirneț propune o analiză a modernității românești prin conceptul ,,modernitatea tendențială”: „A particularly proper concept used to describe the process of modernization in Romania is the one of ― ”tendentious modernity”, as defined by Constantin Schifirneț.” El constată că dezvoltarea modernă a societății românești a fost și este studiată după paradigma organicismului sociologic care o concepe ca proces de trecere de la societatea premodernă la una modernă.  Modernitatea occidentală s-a produs ca o consecință a schimbărilor radicale derivate de procesele de industrializare, raționalizare, constituirea statului național, diferențierea între sfera publică și sfera privată. 
Modernitatea românească a avut o altă evoluție decât cea occidentală: ,,Modernitatea românească este predominant tendențială, deoarece are prea multe particularități și mult mai puține convergențe cu modernitatea occidentală contemporană. Societatea românească nu se confruntă doar cu un proces de trecere de la o modernitate la alta (industrial-postindustrial), ci mai are încă de parcurs trecerea de la premodern la modern, în paralel cu trecerea de la industrial la postindustrial.” Românii cunosc modernitatea, mai ales în ce privește edificarea sistemului instituțional politic și juridic, dar ea nu a pătruns în societatea românească profundă, în toate componentele vieții sociale: ,,În spațiul românesc, modernitatea se afirmă ca o tendință. Inițial, modernitatea a fost importată pentru că răspundea unor trebuințe ale unor grupuri. Lipsa ei de organicitate rezultă din rezistența vechilor structuri sociale și forme instituționale. Modernitatea răzbate greu și lent prin complicate rețea de structuri socio-instituționale din societatea românească tradițională și patriarhală. Ea este o modernitate mozaicată, nestructurată sub o formă dominantă clară, inexistentă la nivel de proiect de modernizare. Problema de fond este că demararea modernității în Occident nu s-a produs ca urmare a unui proiect politic, de tipul ,,vrem să ne modernizăm", ci prin evoluțiile economice, social-istorice și culturale. În societățile nonoccidentale, tipul de modernitate occidentală nu poate fi reprodus, și astfel proiectul politic de modernizare devine inevitabil.” Teza lui Schifirneț despre modernitatea tendențială a fost evidențiată de Liviu Ornea: ,,Într-un articol recent din Social Science Information (Tendential modernity, Social Science Information, March, vol. 51, no. 1, 2012), C. Schifirneț vorbește despre o modernitate tendențială (tendential modernity, în original) care ar caracteriza România și alte societăți aflate în faze asemănătoare de dezvoltare. E vorba, foarte pe scurt, despre o continuă tînjire către modernitate, din varii motive nicicînd satisfăcută. Oricît importăm forme și instituții occidentale, mecanisme, la ei, verificate – nu reușim să ducem nimic la capăt, tot ce dincolo funcționează ceas, la noi eșuează lamentabil. Aceleași cuvinte (democrație, descentralizare, competiție, evaluare etc.) ascund realități mult diferite. O tot perfecționăm de la 1848 încoace, opintindu-ne din greu, reluînd periodic încercările, schimbînd, poate, modelele – dar cu același, mai mult decît îndoielnic, succes. Modernitatea e, pentru noi, o țintă himerică înspre care tindem asimptotic, ceea ce, orice elev de liceu știe, vrea să spună că ținta nu va fi atinsă.   Are, probabil, dreptate dl Schifirneț. Exemple care să-i susțină teza sînt la îndemîna oricui și la toate nivelurile. Începînd de la cele vulgare pînă la cele mai sofisticate.”
Schifirneț subliniază impactul modernității cu contextual istoric: ,,Românii sunt modelați de propria lor istorie și lume socială care continuă să perpetueze mentalități și conduite care nu sunt compatibile cu tipul de cultură al modernității europene. Modernitatea tendențială exprimă destul de exact dualitatea gândirii și acțiunii indivizilor. Ea are loc printr-o schimbare de sus, prin instituții, de minoritatea educată în spiritul modernității, către o majoritate indiferentă sau ostilă schimbării întrucât conduit și valorile moderne nu sunt intrinseci modului de viață al fiecărui individ și grup social.”.
Schifirneț prezintă cauzele modernității tendențiale românești. O primă cauză a fost și este lipsa societății civile:  Românii au evoluat în alt spațiu cultural cu alte reguli economice și sociale în raport cu nordul și vestul Europei. În schimb, modernizarea României este caz particular al modernizării societăților periferice din spațiul european. Dacă în Occident au existat centre unde ideile moderne puteau germina și se puteau dezvolta în plenitudinea lor, idei care apoi au fost universalizate, în Estul Europei pregnantă a fost dependența de spațiul imperial, potrivnic acceptării alternativelor de putere și influență.”.
Modul specific de constituire a capitalismului românesc este o altă cauză a modernității tendențiale: ,,În România capitalismul s-a născut la intersecția dintre aspirația unor grupuri de a se adapta spiritului modern și tendințele expansioniste ale capitalismului occidental. Capitalismul ca sistem social a fost adoptat din rațiuni geopolitice și de strategie națională, modernizarea fiind calea fundamentală de desprindere de influența otomană și cea rusească, însă transformările capitaliste au avut loc în lipsa unei tradiții economice capitaliste și a unei clase de mijloc puternice, în stare a domina spațiul public.”. Capitalismul românesc din secolul XXI are un caracter artificial mai pronunțat decât capitalismul românesc din secolul al XIX-lea, acesta din urmă fiind produs de proprietari, care au făcut doar tranziția de la un tip de proprietate privată la post-comunistă, capitalismul s-a impus prin privatizare reglementată juridic, și astfel proprietatea a ajuns în mâinile unor persoane sau grupuri autohtone lipsite de competențele necesare în noua poziție socială.
O altă cauză a modernității tendențiale este deficitul democratic concretizat în inerția populației românești, care nu a renunțat, încă, la acea mentalitate de asistată din partea statului sau a grupurilor de putere. Statul a reușit doar să construiască bazele unei democrații tendențiale, formale și politicianiste. Modernitatea tendențială este o modernitate acceptată de societatea legală; formal, ea cuprinde direcția către democratizare, însă acțiunea factorilor de modernizare este mereu frânată sau chiar împiedicată de împrejurările vechi, cu mai multă stabilitate și influență mai puternică asupra societății reale. .
În societățile cu modernitate tendențială are loc fenomenul supraîncărcării justiției. Aceasta este văzută ca o soluție miracol, de salvare, dar se neglijează faptul că orice instituție din orice societate acționează într-un context social și istoric.
Modernitatea tendențială se afirmă în contextul preluării, fără spirit critic, a unor modele de dezvoltare din alte societăți. Modernitatea tendențială este un efect direct al managementului social inadecvat pentru o modernitate orientată spre viitor. O trăsătură des întâlnită rămâne lipsa rigorii instituționale însoțită de instabilitatea instituțională și lipsa unor reglementări instituționale clare.
Despre lucrarea Modernitatea tendențială. Reflecții despre evoluția  modernă a societății s-a spus că pune în evidență o voință teoretică autohtonă: ,,fiind una din cele mai bune dovezi ale acestui tip de reflexivitate venit dintr-o țară cu modernitate tendențială. Ea poate fi o bază de studiu excelentă, astfel încât studiile europene care se fac în România să se elibereze de abordarea encomiastică sau rigid pro-occidentală și să se îndrepte către o interpretare lucidă a situației României în Europa". Prin urmare: ,,Modernitatea tendențială este contribuția cea mai importantă a lui Constantin Schifirneț la dezbaterile asupra modernității.”.
A fost reliefată contribuția lui Schifirneț la dezvoltarea teoriei despre modernitate: „Impecabilă sub raportul preciziei terminologice, a distincțiilor și clarificărilor conceptuale, lucrarea se evidențiază în peisajul lucrărilor de specialitate de la noi prin fundamentarea teoretică sistematică, prin originalitatea și utilitatea analitică a conceptului de modernitate tendențială. Dincolo de importantele deschideri comparative și de sistematizare pe care conceptul de modernitatea tendențială le-a făcut posibile, cartea erudită a profesorului Constantin Schifirneț reprezintă o contribuție remarcabilă la teoria actuală a modernității occidentale și non-occidentale.”
Este evidențiat în cartea lui Schifirneț faptul că fiecare societate are dreptul de a se dezvolta la propriul potențial, o paradigmă insuficient explorată în sociologia contemporană, inclusiv cea românească: „Cu o asemenea lucrare C. Schifirneț își propune să recupereze din „modernitate” noțiunea de potențial și să redea, astfel, într-o nouă exprimare, demnitatea unei sociologii locale poate prea provinciale în complexele sale față de „rămânerea în urmă față de” Vest, o abordare excesiv preocupată de „europenizarea” noastră.”
Sunt marcate ideile principale ale cărții Modernitatea tendențială. Reflecții despre evoluția  modernă a societății: „Constantin Schifirneț încheie cartea cu câteva concluzii demne de reținut. Modernitatea a apărut într-o parte a lumii – Europa Occidentală –,dar a căpătat dimensiune universală, societățile fiind marcate, mai mult sau mai puțin, de influența ei directă și indirectă. Societățile non-occidentale s-au modernizat datorită presiunii modernității europene, datorită contactului elitelor locale cu instituții și culturi europene. Nu există modernitate fără modernizare. Prezența sau absența tendinței de schimbare modernă țin de tradiții, de cultura și principiile organizaționale, de intensitatea transformărilor din societate. Modernitatea, ca în Europa de Vest, nu este posibilă în alte zone, deoarece formele instituționale adoptate nu au aceleași contexte și condiții economice și nu pot funcționa ca în Europa de Vest“
S-a remarcat că, inițial, conceptul de "modernitate tendențială" a fost lansat de Schifirneț în lucrarea Formele fără fond, un brand românesc (2007), studiu asupra realităților modernizării românești, dar el este aplicabil oricărei societăți: „The concept of tendential modernity, proposed by the authors in a previous work entitled “Forms without ground” which became a Romanian brand, defines the deficit of modernity in the Romanian society. However, the author notices the potential of generalization for the concept of tendential modernity, at the level of the processes of modernization the societies are inevitably going through.”
În cartea  Modernitatea tendențiala. Reflecții despre evoluția modernă a societății,  acest concept a devenit obiectul unei analize cuprinzătoare asupra altor contexte naționale și internaționale decât cel românesc: „Professor Schifirneț felt immediately the potential of the concept and extended its signification to the entire variety of forms and standards of the Romanian society. Moreover, the umbrella-concept of ‘tendential modernity’ was useful in order to explain other models and ways of modernization. It became in general an explanatory model of societal evolution, of gradual and tendential change in all the Eastern states where there was a gap in as compared to the Western modernization, naturally produced“.
S-a afirmat că prin conceptul de "modernitate tendențială" Schifirneț a propus un mod util si original de a gândi despre dezvoltarea României: „Modern Romanian history lies at the heart of Schifirneț’s model. Wrestling with the problem of ‘forms without substance’ (forme fară fond ) and alert to the sharp social conflicts that have dominated the history of the Romanian nation-state, Schifirneț has proposed a useful and original way of thinking about Romanian development. He explains that the Romanian state prioritized nation-building over economic modernization, for example, which is why nationalist ideology has dominated Romanian experiences of modernity.” 
S-a evidențiat semnificația conceptului în studiul anumitor societăți: „The concept is a theoretical and methodological instrument in the analysis of contemporary societies, especially those in the periphery or developing countries.”
A fost subliniată dimensiunea operațională și explicativă a conceptului de modernitate tendențială, aplicabil în diverse planuri și domenii de manifestare a modernității: „Conceptul în discuție are o valoare simultan epistemologică, euristică și practică. Din perspectivă epistemologică, se propune un concept evidențiator de stări ale realității greu de descris prin conceptele standard; din perspectivă euristică,  se pot identifica, devoala și delimita stări inefabile, de tranzit, dinamice ale „fiziologiei” socio-culturale; dimensiunea practică este adusă de posibilitatea operaționalizării unor strategii sau gesticulații care țin de politicile publice ce se pot activa la un moment dat. Credem că prin acest demers, sociologia culturii dispune de un instrument suplimentar, explicativ și comprehensiv, ce poate evidenția fațete complicate și ascunse ale dinamicii culturale – trecute, prezente sau de viitor“.
S-a observat că modernitatea tendențială se manifestă și în societățile occidentale: „Autorul nu numai că dovedește o foarte bună înțelegere a apariției și evoluției conceptului de modernitate și a practicilor privind modernizarea în occident și în afara lumii occidentale, el face și un pas mai departe, configurînd o perspectivă personală asupra semnificației modernității în diverse contexte culturale și politice. El constată că modernitatea clasică occidentală ni se relevă ca un proiect asumat de-a lungul unei perioade extinse de evoluție constantă a societăților occidentale, prin punerea în mișcare a unor mecanisme ce angrenau toate dimensiunile societății. Într-o parte a lumii occidentale, ca și în afara ei, aceste evoluții se realizează cu anumite disfuncționalități.”
Se susține ideea lui Schifirneț despre modernitatea tendențială ca efect al dualității realităților din cadrul societăților în curs de modernizare datorită capacității de universalizare și globalizare a modernității occidentale și tendințele de conservare a valorilor tradiționale: „Practicile și valorile unei societăți în curs de modernizare sunt puse în aplicare și raționalizate prin filtrul modernității, dacă sunt acceptate să modeleze societatea, sau ele se impun împotriva rezistenței unor segmente din societate. Deși modernitatea este universală, cel puțin ca tendință, autorul consemnează manifestarea rezistenței din partea unor actori sociali față de consecințele ei, exprimată în adeziunea la valorile tradiționale ale propriilor comunități religioase, culturale, etnice sau naționale.”
Un exeget recomandă capitolul V, Elitele, între retorica și realitatea modernității din cartea  Modernitatea tendențială. Reflecții despre evoluția  modernă a societății: „Bun cunoscător și utilizator al puterii de exprimare a cuvintelor, deprins cu formularea riguroasă a titlurilor – în acord cu intențiile și nevoile de avertizare și captare a cititorilor -, capitolul deja atenționează asupra distanțelor dintre retorică și realitate, dintre ceea ce spun elitele și potențialul de realitate ascuns de vorbele lor. Inadvertențele nu pot fi trecute cu vederea deoarece modernitatea tendențială se produce ca schimbare de sus in jos, și mai este ceva de ținut minte, faptul că elite preocupate doar de retorică se vor ciocni de majoritate indiferentă sau ostilă schimbării.“
S-a remarcat că Schifirneț admite caracterul universal al modernitatea tendențiale: „Teza inițială, potrivit căreia există o modernitate reală, în Occident, și una tendențială, ca aspirație, mereu parțială și nefinalizată în restul lumii, este amendată de autor spre final, când conchide că modernitatea tendențială este prezentă în orice societate, deci și în Occident, întrucât modernitatea însăși „are un caracter dinamic”, propunându-și mereu „noi norme și principii”, pe măsură ce unele sunt finalizate.”
O critică adusă  cărții vizează insuficienta abordare a implicării actorilor sociali în modernitate și în modernizare: „Autorul cărții Modernitatea tendențială nu împărtășește același interes pentru actori și situația lor de membri care contează ai comunităților, de cetățeni ai societăților, ca pentru structuri, sisteme și funcții. Nu putem postula că acțiunea individuală este determinată doar de „ordinea universală”. Oamenii concreți pot alege să acționeze după cum s-au socializat, dar și după ce-au făcut și ei din ei înșiși, nu numai familia, școala, spațiul sociocultural național, internațional etc“.
S-a subliniat un anumit reducționism economic în analiza lui Schifirneț despre modernitate: „Stabilirea unei corelații directe între gradul înalt de dezvoltare economică și nașterea ordinii moderne a societății echivalează cu asumarea unui gen de determinism economic. Or, la nivelul realității sociale, este practic imposibil de demonstrat că anumiți factori economici constituie cauza eficientă a unui fenomen social, cu atât mai puțin a unui fenomen compozit și intrinsec vag precum modernitatea clasică“ 
O altă critică vizează organicitatea modernității occidentale: „Destul de discutabil ni se pare și caracterul „organic“ al modernității clasice în Europa occidentală, câtă vreme istoria consemnează nenumărate comoții sociale în cursul procesului de modernizare: rapturi, răscoale, revoluții, războaie civile, regimuri dictatoriale etc. Cel puțin în țările latine ale Europei Occidentale, trecerea la ordinea modernă s-a făcut – în mare măsură – prin impunerea (cu violență a) unor proiecte de inginerie socială de către „elitele modernizatoare“. Revoluția Franceză este un exemplu concludent în acest sens.” 

### Deficitul de europenizare, consecință a deficitului de modernizare
Schifirneț are contribuții la studiul europenizării. În mai multe lucrări el argumentează că procesul de europenizare vizează toate societățile din Uniunea Europeană. Europenizarea, in sensul ei real, nu înseamnă „occidentalizare.” Prin urmare, Uniunea Europeană este proiectul construirii unei identități și a unui cadru instituțional european nou. Întreaga Uniune Europeană, inclusiv țările occidentale, cunoaște direcții de dezvoltare, distincte de modernitatea istorică occidentală. Și în țări cu democrații consolidate există un deficit de europenizare. Există o europenizare locală care este diferită de europenizarea la nivelul spațiului european. Europenizarea s-a realizat prin proceduri de implementare, de sus in jos, a unor acte legislative și administrative ale instituțiilor europene.  Europenizarea are loc într-un spațiu în care s-au asociat țări cu niveluri diferite de dezvoltare economică și socială și, prin urmare, Comunitatea Europeană a preluat toate problemele derivate din diferențele dintre membrii săi. Fără o nouă modernizare nu este posibilă diminuarea decalajului dintre membrii Uniunii Europene. Europenizarea societății românești este abordată în contextul modernității tendențiale, descrisă ca o construcție politică și instituțională și nu ca act de edificare a unei economii si societăți moderne funcționale și prospere. Intrată in Uniunea Europeană, societatea românească va cunoaște o nouă modernizare, dar aceasta nu poate trece peste evoluția specifică a statului român modern. Dacă această nouă modernizare se va face doar prin aplicarea strictă a regulilor Comunității Europene ea riscă să ducă la forme fără fond. Chestiunea  este dacă România va fi o periferie a Europei sau o comunitate națională cu un standard european de dezvoltare.

### Interpretări asupra filosofiei și sociologiei românești
Schifirneț a argumentat existența unor idei sociologice și filosofice românești despre schimbarea socială și evoluția istorică a comunităților naționale. Prin exegeza textelor unor mari gânditori români, sunt reactualizate concepte și teme importante despre națiune: etnicitatea, relațiile interetnice, morfologia națiunii, agenții modernizării în spațiul românesc, relația dintre gândirea modernă și gândirea primitivă, identitatea etnică, asimilare etnică etc. El definește ideea națională ca viziune a unei comunități naționale despre identitatea și psihologia sa, și modul cum ea le afirmă în conduite și mentalități. Originalitatea românilor se manifestă în răspunsul lor la problemele caracteristice procesului de construcție națională a socialului.
Studiile sale aduc noi interpretări ale unor mari cugetători români. Amintim ideile sale despre sociologia dezvoltării culturale la Kogălniceanu, conceptul de gândire paradigmatică la Eminescu, concepția maioresciană despre modernizarea culturală, gândirea politică a lui Aurel. C. Popovici, etnicitatea la C. Rădulescu-Motru, morfologia națiunii la S. Mehedinți, dimensiunea religioasă a națiunii la Nichifor Crainic, revoluția la Mihai Ralea etc. În acest sens, este combătută perpetuarea unor imagini simplificatoare despre o bună parte dintre gânditorii români și este de menționat concepția eminesciană privind relațiile interetnice. Față de alți cercetători, Schifirneț  dovedește că în multe din textele sale Eminescu exprimă o concepție prominoritară, și deci europeană. 
Schifirneț evidențiază contribuția unor autori români la dezvoltarea sociologiei: Spiru Haret, Traian Brăileanu, Mircea Vulcănescu, Mihail Manoilescu, Anton Golopenția .
Analizele sale despre  filosofia și sociologia românească nu sunt acceptate de unii exegeți fiindcă nu ar accentua aderarea unor gânditori români la diferite doctrinele ideologice l.

### Sistemul categoriilor polare ale culturii
În domeniul sociologiei culturii sunt de reținut contribuțiile la abordarea culturii prin sistemul categoriilor polare depășind astfel viziunea despre cultură ca o realitate omogenă și unitară. Cultura este concepută prin sistemul categoriilor polare (cultura clasică-cultura modernă, cultură autohtonă-cultură universală, cultură umanistă-cultură științifică, cultură școlară-cultură extrașcolară, cultură tradițională-cultură mass-media, cultură artistică-cultură tehnologică, cultură generațională-cultură globală, cultură vocațională-cultură generală). Această schemă indică interferențele dintre diversele nivele ale culturii și raporturile multiple între comportamentul cultural al unui grup social și variatele tipuri de cultură. În acest fel, analiza culturii investighează opțiunile și interesele culturale concrete, precum și raportul dintre motivele specifice și motivele nespecifice ale conduitei culturale.
A studiat  rolul tradiției țărănești ca fundament al progresului social și a argumentat existența unei tradiții citadine.

### Tinerețea, stadiu autonom din evoluția ființei umane
Într-un mod propriu, Schifirneț examinează tineretul în raport cu schimbarea socială. Tinerețea nu este o simplă fază de tranziție, ci un stadiu autonom din evoluția ființei umane, ce se distinge prin statusuri și roluri proprii. Tinerețea este concepută de Schifirneț ca element nou in evoluția socială și, în acest sens, abordează teme precum tineret, tinerețe, vârstă , vârsta în structurile societății, tinerețea în dialectica fazelor de evoluție a omului, tineretul și schimbarea socială, nou și vechi, adaptare-inovare, rezidual-emergent, socializare-iuventizare, tradiție și inovație, tradiție și modernitate. Tinerețea este descrisă ca stare prezentă și orientare către viitor: ,,Tinerețea este un proces, dar și o stare. Ea se instituie într-o unitate dialectică dintre a fi și a deveni, între existență și devenire. Tinerețea este o fază distinctă din evoluția omului și nu doar o etapă de tranziție, este existență în sine și în același timp o devenire permanentă. Individul  cunoaște la această vârstă schimbări radicale în plan biologic, fiziologic, social, relațional. Însă aceste schimbări ființează nu datorită caracterului tranzitoriu al tinereții […] ci sînt intrinseci tinereții. Deosebirea dintre tinerețe ca existență și tinerețe ca devenire ne ajută la decelarea a ceea ce este propriu acestui moment din evoluția individului, precum și a direcției luată de dezvoltarea personalității.”

### Cultura adulților - o cultură „de vârstă”
Schifirneț este unul dintre primii cercetători români care au studiat empiric domeniul educației adulților pe un eșantion reprezentativ.
În cartea Educația adulților în schimbare concepe cultura adulților ca o cultură „de vârstă”, în evoluție permanentă, care se delimitează de cultura tineretului, ce poate fi privită drept o cultură „de generație”.
Ca director general în Ministerul Culturii, a fost responsabil pentru organizarea simpozionului 
internațional ,,Prin educație spre democrație. Educația adulților în procesul integrării europene”
sub egida Ministerului Culturii din România și a Consiliului Europei, în iunie 1992. A fost prima manifestare internațională sub egida Consiliului Europei, desfășurată în România. De asemenea, a moderat prima ședința plenară și a expus o comunicare.

### Prima monografie despre generații din sociologia românească
Schifirneț are contribuții în sociologia vârstelor și generațiilor. El a realizat prima monografie despre generații din sociologia românească: Generație și cultură. În lucrările sale, el redefinește conceptele  de „generație” și „relațiile între generații”: Generația este astfel definită: „grup de oameni plasați într-un interval de timp ce se raportează acțional, teoretic și comportamental în același mod la realitatea socială prin experiențe, simboluri și valori specifice exprimate mediat de cultura dominantă dintr-o perioadă istorică”, ele fiind trăite și având semnificație numai pentru un grup de vârstă sau grupuri de vârstă situate într-un context social, care urmăresc aceeași finalitate.” In cartea Generație și cultură sunt prezentate, pentru prima oară, după 1945, ideile lui Mircea Vulcănescu despre generație. Schifirneț analizează  și decelează noi dimensiuni ale relațiilor dintre vârstă, cohortă, clasă socială și generație, raporturile intre generații în contextul schimbării sociale, generația și structura socială. Demersul său teoretic și metodologic include studiul societății și al evoluției istoriei prin succesiunea generațiilor și contradicțiile dintre generații, raporturile între generații în familie. În lucrarea  Generație și cultură, capitolul Generația literară, pp. 227- 248, Schifirneț întreprinde prima analiză sociologică românească despre generația literară , completată cu descrieri ale generațiilor din literatura românească din perioada comunistă. 
Despre cartea Generație și cultură au scris, printre alții, Alexandru Boboc, Adrian Neculau, Ion Bogdan Lefter, Mihai Dinu Gheorghiu, Alexandru Tănase, Ecaterina Morar., Laurențiu Șoitu, Vasile Preda, Gagyi Jozsef, Vasile Sporici
Teza lui Schifirneț despre generația literară ca realitate sociologică este pusă la îndoială pentru că nu ar accentua suficient dimensiunea proprie literaturii -  creativitatea. Generațiile literare s-ar distinge prin stilul propriu de creație.

### Prima analiză a conceptelor de subcultură și contracultură din sociologia românească
Abordează pentru prima dată în sociologia românească conceptele de subcultură și contracultură, cu deosebire în calitatea lor de agenți ai socializării.. El discută despre cultura tinerilor ca realitate socială în fiecare societate, inclusiv în societățile socialiste..
Unii exegeți, de pildă, Alexandru Tănase, contestă teza lui Schifirneț despre existența unei culturi a tineretului

### Mass-media, comunicare online, modernitate tendențială și europenizare
Constantin Schifirneț are contribuții la studiile despre mass-media. În  perioada de dinainte de 1989 a făcut parte din numărul restrâns de cercetători români care au studiat  mass-media.   A analizat mass-media în lucrările: Studentul și societatea, 1973; Adolescenții și cultura, 1974; Generație și cultură, 1985; Tineretul între permanență și înnoire, 1987. A argumentat ideea că expunerea la mass-media este expresia unor necesități caracteristice fiecărui grup de vârstă. Se argumentează ideea că mass-media pot să stimuleze, la rândul lor, noi trebuințe  ale publicului. Structura  comportamentului și nivelul cultural ale unui individ sunt asociate cu gradul de interes pentru un  anumit domeniu al culturii. 
A argumentat în studiile: Europenizarea în edițiile online ale ziarelor dintr-o societate a modernității tendențiale, 2009;  The Mass Media and Tendentious Modernity in the Transition Process from the National Society to the European Community, 2009, că  mass-media sunt un efect al modernității, dar, în  același timp, ele produc și mediatizeză modernitatea. Mass-media au devenit cauză și efect al societății moderne, însăși tranziția către societatea postmodernă a schimbat rolul lor. în  consecință, mass-media românești reflectă atitudini, conduite și mentalități caracteristice modernității de suprafață sau a uneia mozaicate. În lucrările Europenizarea societății românești și mass-media, 2011; Mass-media, modernitate tendențială și europenizare în era Internetului, 2014, Schifirneț afirmă că mass-media pot avea un rol activ în  integrarea europeană dacă ele trec de la formatele axate pe particularitățile istorice ale fiecărei țări la transmiterea de informații despre europenizare în  contextul național al fiecărui membru al Uniunii Europene.  Mass-media românești nu sunt un element de coagulare a sferei publice integrate în sfera publică europeană. Știrile din mass-media fac referiri marginale la normele europene.
Cartea include  cercetări ale autorului, privitoare la impactul mass-mediei asupra societății românești, cu distincțiile necesare între modernitate și modernizare, social și socializare. Studiul mijloacelor de comunicare în masă vizează  descrierea rolului acestora într-o societate marcată de modernitate tendențială și de procesul de europenizare.
Constantin Schifirneț are contribuții în studiul comunicării online.

A adus  argumente privind teza că rețelele sociale online, prin ele însele, nu pot fi numite rețele de socializare, acestea fiind rețele de interacțiune în  mediul online. El a  demonstrat în studiul Manipularea pe forumurile ziarelor on-line, tendințele de manipulare exercitate de către presa online  precum și manipularea  și a dezinformării folosite de către utilizatorii de social media. S. a realizat primul studiu sistematic, din România, asupra ideilor lui Manuel Castells despre mass-media (în lucrarea Manuel Castells: Mass-media în Era Informației).

## Lucrări publicate

### Cărți
- 1973 - Studentul și societatea (coord. și autor)
- 1974 - Adolescenții și cultura (coautor)
- 1985 - Generație și cultură
- 1987 - Tineretul între permanență și înnoire
- 1991 - Lectura și biblioteca publică
- 1993 - La lecture d'est en ouest (în colab.), Paris
- 1996 - Civilizație modernă și națiune. Mihail Kogălniceanu, Titu Maiorescu, Mihai Eminescu
- 1997 - Educația adulților în schimbare
- 1999 – Sociologie (ediția a doua 2002, ediția a treia 2004
- 2001 - Geneza modernă a ideii naționale. Psihologie etnică și identitate națională
- 2003-2005 - C. Rădulescu-Motru. Viața și faptele sale, vol. I-III
- 2007 - Formele fără fond, un brand românesc
- 2009 - Sociologie românească modernă
- 2011 - Europenizarea societății românești și mass-media (coord.)
- 2012 - Filosofia românească în spațiul public. Modernitate și europenizare
- 2013 - Românii, cum au fost și cum sunt
- 2014 - Mass-media, modernitate tendențială și  europenizare în era Internetului
- 2016 - Modernitatea tendențială. Reflecții despre evoluția  modernă a societății
- 2021 - Tendential modernity
- 2024 - Destin și o viață de om.

## 1979- The socialization of children for management’s activity, înThe Child of Tomorrow, Pergamon Press, pp.507-510.
- 1981 - Subcultura și dinamica socială, ,,Viitorul social", nr. 5, pp.  926-931
- 1981 - Valențe și limite în teza formelor fără fond, ,,Revista de filosofie", nr. 5, 1981, pp.  583-588
- 1985- Premises and Prerequisites of Student Profesional Training, ,,Higher Education” (editor UNESCO, CEPES), v 10 n. 1 Jan-Mar, pp. 64-70.
- 1987 - Eminescu, gânditor național, ,,Revista de istorie și teorie literară", nr. 1-2, pp.  349-356
- 1989 - Gândirea eminesciană despre evoluția societății românești moderne, ,,Viitorul social", mai – iunie, pp.  227-239
- 1989 - Concepția lui Eminescu despre originar și teoria formelor fără fond, ,,Revista de filosofie", iulie – august, pp.  375-380
- 1989 - Youth as new element in the evolution of society, în Development of emerging world youth, Mittal Publications, New Dehli, pp. 175-192.
- 1991 - Sociologia dezvoltării moderne în viziunea lui M. Kogalniceanu, ,,Sociologie românească", 5-6, pp. 293-304.
- 1992 - Elemente de sociologie în gândirea lui T.Maiorescu, ,,Sociologie românească", nr. 4, pp. 391-405.
- 1992 - Cultura populară în viziunea unui sociolog (H.H. Stahl), ,,Sociologie românească”, nr. 5, pp. 525-531.
- 1997 - Studentul, actor al schimbării în câmpul universitar, în Câmpul universitar și actorii săi, coordonator Adrian Neculau, Iași, Polirom, pp. 231-241.
- 1999 - Religie și tradiție, ,,Revista Română de Sociologie”, nr.1-2, pp.  55-72.
- 1999 - Treizeci de ani de cercetare științifică a tineretului, ,,Sociologie Românească”, nr. 1, pp.137-143.
- 2002 - Teoria formelor fără fond despre mentalități  și disfuncționalități instituționale, în Mentalități și instituții (coordonator Adrian Paul Iliescu), Editura Ars Docendi, pp.  121-139.
- 2004 - Mircea Vulcănescu și sistemul sociologic al lui Dimitrie Gusti, ,,Revista Română de Sociologie”, serie nouă, anul XV, nr. 1-4, 2004, pp. 247-258.
- 2004 - Evoluția filosofiei lui C. Rădulescu-Motru față de kantianism, în Studii de istorie a filosofiei universale, XII, Editura Academiei Române, pp. 539-555.
- 2007 - Modelul explicativ al evoluției societății românești moderne, în  Studii de istorie a filosofiei românești, vol. II, coordonator Viorel Cernica, ediție îngrijită de Mona Mamulea, Editura Academiei Române, pp. 101-131
- 2007 - From Romanian Indigenous Modernization to Europeanization, în  Proceedings of the Globalization and Policies of Development. International Conference 2007. International Conference May 17-19 2007, Bucharest, Romania, Editura Comunicare.ro, București, pp. 133-138
- 2007 - A.D. Xenopol în spațiu public, ,,Revista de științe politice și relații internaționale", tomul IV, nr. 1, 2007, pp.12-29
- 2007 - Paradoxul spațiului public, Revista de Comunicare și Relații Publice, 9, pp. 27-38
- 2007 - Mass media în sfera publică națională și în sfera publică europeană, în ,,Revista de comunicare și relații publice", 10, pp. 57-69
- 2007 - Spațiu public național, spațiu public european, ,,Sociologie românească"  nr. 4
- 2008 - Filosoful în spațiul public, ,,Revista de Filosofie" Tomul LV Nr. 3–4
- 2008 - Mass media și modernitatea tendențială în procesul tranziției de la societatea națională la Comunitatea europeană, în ,,Revista română de comunicare și relații publice", nr. 14
- 2008 - Manipularea pe forumurile ziarelor on-line, http://www.revistadesociologie.ro/pdf-uri/nr.3-4-2008/Art%208-Schifirnet.pdf
- 2008 - Manipularea pe forumurile ziarelor on-line, în Forme ale manipulării opiniei publice (coordonator Ilie Rad), Editura Tribuna,Cluj-Napoca
- 2009 - The mass media and tendentious modernity in the transition process from the national society to the European Community, ,,Civitas", Porto Alegre, v. 9, n. 1, p. 50-64, jan.-abr. 2009. http://revistaseletronicas.pucrs.br/ojs/index.php/civitas
- 2009 - Identitatea românească în contextul modernității tendențiale,în  Cine sunt românii? Perspective asupra identității naționale. Coord: Vasile Boari; Natalia Vlas, Editura Risoprint, Cluj-Napoca, pp. 61-92.
- 2009 - Europenizarea responsabilității sociale corporative într-o societate a modernității tendențiale, ,,Revista Inovația Socială nr. 2/2009 (iulie-decembrie) pp. 68-79 http://www.inovatiasociala.ro/index.php/jurnal/article/view/42.
- 2009 - Europenizarea imaginii instituțiilor într-o societate a modernității tendențiale, în PR Trend. Societate și comunicare, coord. Delia Balaban, Ioan Hosu, Tritonic.
- 2009 - Modernitatea tendențială, ,,Sociologie Românească", Vol. VII, nr. 4, pp. 80-97.
- 2009 - The Europeanization of the institutions’ image in a society with tendentious modernity, în PR trend society and communication (Delia Cristina Balaban and Ioan Hosu, ed.), Editura Mittweida Hochschulverlag.
- 2009 - Europenizarea în edițiile online ale ziarelor dintr-o societate a modernității tendențiale, ,,Revista Română de Comunicare și Relații Publice", volumul 11, nr. 2 (16), pp. 89-102.
- 2011 - The Europeanization of the Romanian Society and the Tendential Modernity, ,,Journal of Comparative Research in Anthropology and Sociology", Volume 2, Number 1, Spring, pp. 211-227 http://compaso.ro
- 2012 - Tendential modernity, ,,Social Science Information", March 2012, 51: 22-51 http://ssi.sagepub.com/content/current
- 2013 - Orthodoxy, church, state, and national identity in the context of tendential modernity, ,,Journal for the Study of Religions and Ideologies", vol. 12, issue 34 (Spring 2013): 173-208 http://jsri.ro/ojs/index.php/jsri/article/view/673/582
- 2014 - Spiru Haret, Education and  School Legislation Reform, „Revista română de sociologie”, serie nouă, anul XXV, nr. 3–4, pp. 311–326, 2014 http://www.revistadesociologie.ro/pdf-uri/nr.3-4-2014/07-CSchifirnet.pdf
- 2015 - The Intellectual’s Profile within the Europeanization Framework. În Elena-Mădălina Vătămănescu (Ed.), Handling Knowledge: From Capitalization towards Innovation Saarbrucken, Germania: Lambert Academic Publishing, 2015, pp. 5-39.
- 2018 - Sociologia și știința națiunii în doctrina lui Dimitrie Gusti, Revista română de sociologie, serie nouă, anul XXIX, nr. 1–2, 2018, pp. 135-168.
- 2022 -  The forms without substance and the tendential modernity,  SÆCULUM, anul XXI (XXIII) l nr. 1 2 (54) / 2022, pp. 72-93.

### Studii introductive, îngrijire de ediții
- 2009 - Spiru Haret, reformatorul societății românești, studiu introductiv la Operele lui Spiru Haret, vol. I, Editura Comunicare. ro, 2009, pp. 13-42
- 2009 - Operele lui Spiru Haret,vol. I-VI, îngrijire de ediție și note, Editura Comunicare. ro, 2009
- 2009 - O concepție românească despre geopolitică, studiu introductiv la Ion Conea, Anton Golopenția, M. Popa-Vereș, Geopolitica, Editura Criterion Publishing, 2009, pp. 5-21; îngrijire de ediție
- 2008 - O concepție originală despre filosofia românească, studiu introductiv la Marin Ștefănescu, Filosofia românească, Editura Historia, 2008, pp.7- 47; îngrijire de ediție și note
- 2005 - Personalismul energetic – doctrina filosofică originală a lui C. Rădulescu-Motru, studiu introductiv la C. Rădulescu-Motru, Personalismul energetic, Editura Albatros, 2005, pp.V-LVI; note pp. 299-302;
- 2005 - Vocația, factor de progres, studiu introductiv la C. Rădulescu-Motru, Vocația, Editura Albatros, 2005, pp. V-XXV; note pp. 140-143
- 2005 - Partidele politice în procesul modernizării românești, studiu introductiv, la A.D. Xenopol, Istoria partidelor politice în România, Editura Albatros, 2005, pp. V-XLII; note pp. 597-633.
- 2003 - Cuvânt înainte la Cornel Constantinescu, Probleme sociologice ale educației. Cercetări în domeniul orientării școlare și profesionale, Editura Universității din  Pitești, 2003, p.1-8
- 2003 - Traian Brăileanu, o concepție sociologică originală, studiu introductiv la Traian Brăileanu,  Sociologie generală, Editura Albatros, 2003, p.V- LIV; îngrijire de ediție; note, pp.  381-390.
- 2003 - Prima lucrare românească de teorie politică, studiu introductiv la Traian Brăileanu,  Politica, Editura Albatros, 2003, p.V-XLVII ; îngrijire de ediție; note, p.385-392.
- 2003 - D. Stăniloae despre fundamentul creștin al națiunii, studiu introductiv la D. Stăniloae, Creștinism și națiune, Editura Elion , 2003, pp.  V- XXII; note, pp.  286-287; îngrijire de ediție, text stabilit.
- 2003 - Filosofie și națiune în concepția gânditorilor români, studiu introductiv la Filosofie și națiune, Editura Albatros, 2003, pp.  5-25; note, pp.312-316; îngrijire de ediție.
- 2002 - O concepție științifică și etică despre națiune, studiu introductiv la S. Mehedinți, Poporul, Editura Albatros, 2002, pp.  V-LXII; note, pp.295-326.
- 2002 - Concepția călinesciană despre națiune și cultura națională, studiu introductiv la G. Călinescu, Cultură și națiune, Editura Albatros, 2002, pp.5-32; note, pp.495-503; îngrijire de ediție.
- 2002 - O viziune monografică despre burghezia românească, studiu introductiv la M. Manoilescu, Rostul și destinul burgheziei românești,  Editura Albatros, 2002, pp.V-LIV; note, pp.541-556; îngrijire de ediție.
- 2001 - Doctrina socială și politică a lui Titu Maiorescu, studiu introductiv la Titu Maiorescu, Discursuri parlamentare, I-V Editura Albatros, 2001-2003, p.V-XXXIX, îngrijire de ediție ; note și comentarii: vol. I, pg. 337-359; vol.II, p.305-322; vol. III, pp.  297-307; vol.IV, pp.  465-477; vol.V, p.255-266.
- 2001 - Știință și sociologie în opera lui Spiru Haret, studiu introductiv la Spiru Haret, Mecanica socială, Editura 100 + 1 Gramar, 2001, pp. I-XXXII
- 2000 - O viziune sociologică despre antisemitism, studiu introductiv la Al. Claudian, Antisemitismul și cauzele lui, Editura Albatros, pp.VII-XXVIII; note, pp. 139-144; îngrijire de ediție.
- 2000 - Biserică, stat, națiune, studiu introductiv la Biserica noastră și cultele minoritare, Editura Albatros, 2000, p.V-XXXII; note, pp.439-454; îngrijire de ediție.
- 1999 - Concepția lui C. Rădulescu-Motru despre psihologia poporului român, studiu introductiv la C. Rădulescu-Motru, Psihologia poporului român, ,Editura Albatros, 1999, pp.V-XXXII; note, pp.  389-396; îngrijire de ediție.
- 1999 - Românii și ungurii in opera lui A. D. Xenopol, studiu introductiv la  A. D. Xenopol, Românii și ungurii, Editura Albatros, 1999, pp.V-XXXI; note, pp.245-253; ediție.
- 1999 - Concepția lui A. D. Xenopol despre națiune, în A. D. Xenopol, Națiunea română, îngrijire de ediție și note, Editura Albatros, pp.V-XXXVII; pp.  445-456;
- 1999 - Națiunea română și civilizația modernă în gândirea lui Eminescu, studiu introductiv la M. Eminescu, Națiunea română. Progres și moralitate, Editura Albatros,1999, pp.V-XXII; îngrijire de ediție.
- 1999 - Concepția lui George Sofronie despre națiune și principiul naționalităților, studiu introductiv la G. Sofronie, Principiul naționalităților în tratatele de pace din 1919-1920, Editura Albatros, 1999, pp.VII-XXVIII; note, pp.269-280.
- 1998 - O lucrare fundamentală despre continuitatea românilor, studiu introductiv la A: D: Xenopol, Teoria lui Rösler, Editura Albatros, 1998, pp.V.-XXX; îngrijire de ediție; note, pp. 291-244.
- 1998 - Concepția lui Octavian Goga despre națiune, studiu introductiv la O. Goga, Naționalism dezrobitor, Editura Albatros, 1998, pp.V-XXXIII; îngrijire de ediție; note, pp. 575-598.
- 1998 - Cultură și națiune în gândirea lui N. Crainic, studiu introductiv la N. Crainic, Puncte cardinale în haos, Editura Albatros, 1998, pp.V-XXVIII; îngrijire de ediție; note, pp. 207-218.
- 1998 - O concepție antropologică creștin-ortodoxă despre națiune, studiu introductiv la Dumitru Stăniloae, Ortodoxie și românism, Editura Albatros, pp. V-XXXVI; îngrijire de ediție; note, pp. 235-244.
- 1997 - O concepție federalistă despre organizarea statală a națiunilor, studiu introductiv la Aurel C. Popovici, Stat și națiune, Editura Albatros, pp. V-XXXVI; îngrijire de ediție; note, pp. 393-415.
- 1997 - Concepția lui Aurel C. Popovici despre națiune, studiu introductiv la Aurel C. Popovici, Naționalism sau democrație, pp. V-XXIV; îngrijire de ediție; note, pp. 450-471, Editura Albatros, 1997.
- 1997 - O concepție teologică despre etnic și națiune, studiu introductiv la Nichifor Crainic, Ortodoxie și etnocrație, Editura Albatros, 1997, pp. V-XXXII; îngrijire de ediție; note, pp. 273-286.
- 1997 - O concepție românească despre revoluție, studiu introductiv la Mihail Ralea, Ideea de revoluție în doctrinele socialiste,  Editura Albatros, 1997, pp.V-XXV; îngrijire de ediție; note, pp.  356.
- 1997 - O viziune culturologică despre națiune, studiu introductiv la Mihail Ralea, Fenomenul românesc, Editura Albatros, 1997, pp. V-XXX; îngrijire de ediție; note, pp. 341-359.
- 1997 - O sinteză a gândirii lui C. Rădulescu-Motru, studiu introductiv la C. Rădulescu-Motru, Timp și destin, colecția BPT, Editura Minerva, 1997 pp. V-XXI; îngrijire de ediție; tabel cronologic pp. XXIII-XXXI.
- 1997 - Concepția lui Romulus Seișanu despre națiune, studiu introductiv la Romulus Seișanu, Principiul naționalităților, Editura Albatros, 1996, pp. V-XXX; îngrijire de ediție; note, pp. 431-439.
- 1996 - Etnic și național în concepția lui C. Rădulescu-Motru, studiu introductiv la C. Rădulescu-Motru, Etnicul românesc. Naționalismul, Editura Albatros, 1996, pp. V-XLII; îngrijire de ediție; note, pp. 189-209.

## Rapoarte de cercetare
1. Construcția mediatică a europenizării ca problemă publică în contextul integrării europene a societății românești (coordonator), Facultatea de Comunicare și Relații Publice, SNSPA, 2011, 297 pg.;
2. Educație, școală și creativitate, Centrul de Cercetări și Studii pentru Tineret, Asociația Națională de Sprijin a Inițiativelor Tinerilor, 2005, 36 pg.;
3. Relații sociale ale tinerilor, Centrul de Cercetări și Studii pentru Tineret, Asociația Națională de Sprijin a Inițiativelor Tinerilor, 2003, 30 pg.;
4. Sisteme alternative de formare a tineretului - Relația dintre instituții de învățământ și sistemele alternative, Centrul de Studii și Cercetări pentru Problemele Tineretului (CSCPT), mai 1998, 56 pg.;
5. Sistemele alternative de formare a tineretului-Impactul sistemelor alternative cu raporturile între generații, CSCPT, septembrie 1998, 91 pg.;
6. Sisteme alternative de formare a tineretului - Strategii, instituții și experiențe în educația permanentă, CSCPT, noiembrie 1998, 56 pg.;
7. Starea tineretului din România, capitolele Educație, Consum cultural CSCPT, noiembrie 1998, 61 pg.;
8. Sisteme alternative de formare a tineretului - Politici de educație alternativă, CSCPT, martie 1997, 43 pg.;
9. Sisteme alternative de formare a tineretului. Diagnoza situației actuale prin politicile de educație alternativă în România, august 1997, 67 pg.;
10. Sisteme alternative de formare a tineretului. Dificultăți și limite ale influenței sistemelor alternative asupra tineretului CSCPT, noiembrie 1997, 96 pg.;
11. Potențialul creativ al tineretului român: Forme instituționale și neinstituționale de manifestare a creativității tinerilor, CSCPT martie 1996, 52 pg.;
12. Potențialul creativ al tineretului român: Modalități de implicare socială a tinerilor înalt creativi, CSCPT, noiembrie 1996, 98 pg.;
13. Educația adulților în perioada de tranziție, Institutul de Cercetare a Calității Vieții, 1994-1995, 87 pg.;
14. Vârsta și cultura populară, C.C.P.T., 1988, 156 pg.;
15. Cititor, carte, biblioteca publică, 1989, 156 pg.;
16. Cultură, instituții culturale și socializarea tineretului, C.C.P.T., 1987, 194 pg.;
17. Integrarea socio-profesională a tinerilor din mediul rural si mediul urban, C.C.P.T., 1986, 163 pg. + anexe;
18. Tineretul universitar - interese pentru studiu și aspirații profesionale, C.C.P.T., 1986, 169 pg. + anexe;
19. Cultură, tineret, mass media, educație, C.C.P.T., 1986, 351 p. + anexe (99 p.);
20 . Dinamica opțiunilor culturale, C.C.P.T., 1985, 117 pg.;
21. Atitudinea tinerilor față de sat, 1982, 30 pg.;
22. Nivelul de cunoștințe artistice al tinerilor, C.C.P.T., 1982, 46 pg.;
23. Pregătirea pentru profesie a tineretului universitar, C.C.P.T., 1982, 157 pg.;
24. Mass media și tineretul (coautor),C.C.P.T.1982, 50 pg.;
25. Comportament și opțiuni culturale ale tinerilor, C.C.P.T., 1981, 150 pg.;
26. Interese manifestate de tineri în timpul liber, capitol din raportul colectiv Aspirații, cerințe și orientări ale tineretului în petrecerea timpului liber (coordonator Petre Datculescu) C.C.P.T., 1980, 20 pg.;
27. Orizontul de cultură al tinerilor muncitori, capitol din raportul colectiv Aspecte calitative ale forței de muncă tinere din industria, C.C.P.T, 1978, 40 pg.;
28. Activitatea profesională, de cercetare științifică și practică a studenților, etapa a-II-a, C.C.P.T.,1976, 104 pg.;
29. Activitatea profesională, de cercetare științifică și practică a studenților, etapa I- a, C.C.P.T., 1975, 80 pg.;
30. Structura și organizarea activităților organizațiilor studențești, C.C.P.T., 1972, (I), 168 pg., 1973 (II), 102 pg.;
31. Interese culturale ale adolescenților liceeni, C.C.P.T., 1971, 168 pg.;
32. Forme și metode de educație politică a studenților, C.C.P.T., 1970, 30 pg.;
33. Structura socială a tineretului universitar (în colaborare), C.C.P.T., 1970, 50 pg.;
34. Comportament și nivel de cunoaștere politică al studenților (în colaborare), C.C.P.T., 1970, 193 pg.

## Premii
- Premiul Academiei Române pentru lucrarea C. Rădulescu-Motru. Viața și faptele sale.

## Afilieri
- Membru al Asociației Europene de Sociologie (ESA).

- Membru al Asociației Internaționale de Sociologie (ISA).